# Wereldkampioenschappen rodelen 2012
De wereldkampioenschappen rodelen 2012 werden gehouden van 10 tot en met 12 februari 2012 op de bob en rodelbaan in Altenberg.

## Wedstrijdschema
| Datum       | Tijd              | Onderdeel                                                            |
| ----------- | ----------------- | -------------------------------------------------------------------- |
| 10 februari | 11:00 12:20       | Eerste run (dubbel) Tweede run (dubbel)                              |
| 11 februari | 11:05 13:40       | Eerste run (mannen enkel) Tweede run (mannen enkel)                  |
| 12 februari | 09:40 11:30 13:40 | Eerste run (vrouwen enkel) Tweede run (vrouwen enkel) Team estafette |

## Medailles
| Onderdeel     | Goud | Goud                                                  | Zilver | Zilver                                                                    | Brons | Brons                                               |
| ------------- | ---- | ----------------------------------------------------- | ------ | ------------------------------------------------------------------------- | ----- | --------------------------------------------------- |
| Mannen enkel  | GER  | Felix Loch                                            | RUS    | Albert Demtsjenko                                                         | ITA   | Armin Zöggeler                                      |
| Vrouwen enkel | GER  | Tatjana Hüfner                                        | RUS    | Tatjana Ivanova                                                           | GER   | Natalie Geisenberger                                |
| Dubbel        | AUT  | Andreas Linger Wolfgang Linger                        | GER    | Toni Eggert Sascha Benecken                                               | AUT   | Peter Penz Georg Fischler                           |
| Team          | GER  | Tatjana Hüfner Felix Loch Toni Eggert Sascha Benecken | RUS    | Tatjana Ivanova Albert Demtsjenko Vladislav Joezjakov Vladimir Machnoetin | CAN   | Alex Gough Samuel Edney Tristan Walker Justin Snith |

### Medaillespiegel
| Plaats | Land       | Goud | Zilver | Brons | Totaal |
| 1      | Duitsland  | 3    | 1      | 1     | 5      |
| 2      | Oostenrijk | 1    | 0      | 1     | 2      |
| 3      | Rusland    | 0    | 3      | 0     | 3      |
| 4      | Canada     | 0    | 0      | 1     | 1      |
| 4      | Italië     | 0    | 0      | 1     | 1      |
| Totaal | Totaal     | 4    | 4      | 4     | 12     |

## Uitslagen

### Mannen enkel
| Rang   | Bib | Naam                 | Land             | Run 1  | Run 2  | Totaal   |
| ------ | --- | -------------------- | ---------------- | ------ | ------ | -------- |
| Goud   | 1   | Felix Loch           | Duitsland        | 53,590 | 53,742 | 1.47,332 |
| Zilver | 5   | Albert Demtsjenko    | Rusland          | 53,840 | 53,820 | 1.47,660 |
| Brons  | 3   | Armin Zöggeler       | Italië           | 53,821 | 53,925 | 1.47,746 |
| 4      | 4   | Johannes Ludwig      | Duitsland        | 53,873 | 54,010 | 1.47,883 |
| 5      | 2   | Andi Langenhan       | Duitsland        | 53,904 | 54,000 | 1.47,904 |
| 6      | 7   | David Möller         | Duitsland        | 54,019 | 54,130 | 1.48,149 |
| 7      | 19  | Samuel Edney         | Canada           | 54,342 | 54,280 | 1.48,622 |
| 8      | 20  | David Mair           | Italië           | 54,318 | 54,344 | 1.48,662 |
| 9      | 9   | Jevgeni Voskresenski | Rusland          | 54,279 | 54,452 | 1.48,731 |
| 10     | 13  | Manuel Pfister       | Oostenrijk       | 54,382 | 54,353 | 1.48,735 |
| 11     | 6   | Dominik Fischnaller  | Italië           | 54,456 | 54,435 | 1.48,891 |
| 12     | 15  | Wolfgang Kindl       | Oostenrijk       | 54,516 | 54,394 | 1.48,910 |
| 13     | 14  | Viktor Kneib         | Rusland          | 54,463 | 54,448 | 1.48,911 |
| 14     | 16  | Jozef Ninis          | Slowakije        | 54,399 | 54,518 | 1.48,917 |
| 15     | 10  | Gregory Carigiet     | Zwitserland      | 54,424 | 54,537 | 1.48,961 |
| 16     | 17  | Inars Kivlenieks     | Letland          | 54,443 | 54,524 | 1.48,967 |
| 17     | 11  | Daniel Pfister       | Oostenrijk       | 54,519 | 54,572 | 1.49,091 |
| 18     | 18  | Jo Alexander Koppang | Noorwegen        | 54,492 | 54,636 | 1.49,128 |
| 19     | 21  | Mārtiņš Rubenis      | Letland          | 54,713 | 54,512 | 1.49,225 |
| 20     | 8   | Stepan Fjodorov      | Rusland          | 54,716 | 54,514 | 1.49,230 |
| 21     | 12  | Reinhard Egger       | Oostenrijk       | 54,748 | 54,660 | 1.49,408 |
| 22     | 27  | Chris Mazdzer        | Verenigde Staten | 54,896 | 54,625 | 1.49,521 |
| 23     | 23  | Ondřej Hyman         | Tsjechië         | 54,960 | 54,788 | 1.49,748 |
| 24     | 22  | Thor Haug Norbech    | Noorwegen        | 55.033 | 54.865 | 1.49,898 |
| 25     | 26  | Adam Rosen           | Noorwegen        | 55,112 | 54,972 | 1.50,084 |
| 26     | 25  | Maciej Kurowski      | Polen            | 55,114 | 99.999 | 99.999   |
| 27     | 28  | Valentin Cretu       | Roemenië         | 55,185 | 99.999 | 99.999   |
| 28     | 24  | Tonnes Stang Rolfsen | Noorwegen        | 55,254 | 99.999 | 99.999   |
| 29     | 29  | Kristaps Maurins     | Letland          | 55,406 | 99.999 | 99.999   |
| 30     | 32  | Jakub Hyman          | Tsjechië         | 55,656 | 99.999 | 99.999   |
| 31     | 31  | Andrij Mandzij       | Oekraïne         | 55,717 | 99.999 | 99.999   |
| 32     | 33  | Andrij Kis           | Oekraïne         | 55,728 | 99.999 | 99.999   |
| 33     | 30  | Danej Navrboc        | Slovenië         | 56,037 | 99.999 | 99.999   |
| 34     | 35  | Bruno Banani         | Tonga            | 56,326 | 99.999 | 99.999   |
| 35     | 36  | Hindenari Kanayama   | Japan            | 56,390 | 99.999 | 99.999   |
| 36     | 34  | Bogdan Macovei       | Moldavië         | 56,886 | 99.999 | 99.999   |
| 37     | 37  | Pavel Angelov        | Bulgarije        | 57,224 | 99.999 | 99.999   |

### Vrouwen enkel
| Rang   | Bib | Naam                 | Land             | Run 1  | Run 2  | Totaal   |
| ------ | --- | -------------------- | ---------------- | ------ | ------ | -------- |
| Goud   | 1   | Tatjana Hüfner       | Duitsland        | 52,183 | 52,198 | 1.44,381 |
| Zilver | 11  | Tatjana Ivanova      | Rusland          | 52,161 | 52,321 | 1.44,482 |
| Brons  | 6   | Natalie Geisenberger | Duitsland        | 52,407 | 52,377 | 1.44,784 |
| 4      | 3   | Alex Gough           | Canada           | 52,394 | 52,424 | 1.44,818 |
| 5      | 2   | Corinna Martini      | Duitsland        | 52,503 | 52,452 | 1.44,955 |
| 6      | 4   | Anke Wischnewski     | Duitsland        | 52,503 | 52,506 | 1.45,009 |
| 7      | 15  | Dayna Clay           | Canada           | 52,716 | 52,656 | 1.45,372 |
| 8      | 9   | Nina Reithmayer      | Oostenrijk       | 52,830 | 52,649 | 1.45,479 |
| 9      | 10  | Sandra Gasparini     | Italië           | 52,748 | 52,769 | 1.45,517 |
| 10     | 12  | Arianne Jones        | Canada           | 52,617 | 52,904 | 1.45,521 |
| 11     | 5   | Aleksandra Rodionova | Rusland          | 52,792 | 52,796 | 1.45,588 |
| 12     | 7   | Erin Hamlin          | Verenigde Staten | 53,031 | 52,558 | 1.45,589 |
| 13     | 13  | Natalja Choreva      | Rusland          | 52,896 | 52,840 | 1.45,736 |
| 14     | 8   | Martina Kocher       | Zwitserland      | 53,246 | 52,867 | 1.46,113 |
| 15     | 20  | Maija Tiruma         | Letland          | 53,207 | 52,959 | 1.46,166 |
| 16     | 17  | Birgit Platzer       | Oostenrijk       | 53,090 | 53227  | 1.46,317 |
| 17     | 19  | Maryna Halaydzhyan   | Oekraïne         | 53,343 | 53,142 | 1.46,485 |
| 18     | 16  | Raluca Stramaturaru  | Roemenië         | 53,274 | 53,506 | 1.46,780 |
| 19     | 21  | Ewa Kuls             | Polen            | 53,423 | 53,521 | 1.46,944 |
| 20     | 18  | Mona Wabnigg         | Oostenrijk       | 53,449 | 99.994 | 9:99.994 |
| 21     | 23  | Morgane Bonnefoy     | Frankrijk        | 53,837 | 99.995 | 9:99.995 |
| 22     | 24  | Daria Obratov        | Kroatië          | 55,043 | 99.996 | 9:99.996 |
| 23     | 25  | Choi Eun-Ju          | Zuid-Korea       | 55,973 | 99.997 | 9:99.997 |
| 24     | 22  | Eliza Tiruma         | Letland          | 55,974 | 99.998 | 9:99.998 |
| 25     | 14  | Viera Gburova        | Slowakije        | 53,313 | DNF    | 9:99.999 |

### Dubbels
| Rang   | Bib | Naam                                         | Land             | Run 1    | Run 2  | Totaal   |
| ------ | --- | -------------------------------------------- | ---------------- | -------- | ------ | -------- |
| Goud   | 1   | Andreas Linger Wolfgang Linger               | Oostenrijk       | 41,727   | 41,717 | 1.23,444 |
| Zilver | 5   | Toni Eggert Sascha Benecken                  | Duitsland        | 41,842   | 41,822 | 1.23,664 |
| Brons  | 8   | Peter Penz Georg Fischler                    | Oostenrijk       | 41,870   | 41,806 | 1.23,676 |
| 4      | 6   | Tobias Wendl Tobias Arlt                     | Duitsland        | 41,837   | 41,846 | 1.23,683 |
| 5      | 9   | Vladislav Joezjakov Vladimir Machnoetin      | Rusland          | 41,852   | 41,921 | 1.23,773 |
| 6      | 10  | Christian Oberstolz Patrick Gruber           | Italië           | 41,936   | 41,985 | 1.23,921 |
| 7      | 2   | Ivan Nevmerzjitski Vladimir Prochorov        | Rusland          | 41,884   | 42,234 | 1.24,118 |
| 8      | 4   | Hans Peter Fischnaller Patrick Schwienbacher | Italië           | 42,136   | 42,098 | 1.24,234 |
| 9      | 11  | Andris Sics Juris Sics                       | Letland          | 42,180   | 42,080 | 1.24,260 |
| 10     | 20  | Oskars Gudramovics Peteris Kalnins           | Letland          | 42,082   | 42,258 | 1.24,340 |
| 11     | 7   | Christian Niccum Jayson Terdiman             | Verenigde Staten | 42,317   | 42,126 | 1.24,443 |
| 12     | 14  | Aleksandr Denisjev Vladislav Antonov         | Rusland          | 42,267   | 42,212 | 1.24,479 |
| 13     | 15  | Tristan Walker Justin Snith                  | Canada           | 42,306   | 42,189 | 1.24,495 |
| 14     | 3   | Matthew Mortensen Preston Griffall           | Verenigde Staten | 42,305   | 42,195 | 1.24,500 |
| 15     | 12  | Lukas Broz Antonin Broz                      | Tsjechië         | 42,257   | 42,259 | 1.24,516 |
| 16     | 13  | Ronny Pietrasik Christian Weise              | Duitsland        | 42,420   | 42,160 | 1.24,580 |
| 17     | 19  | Paul Ifrim Andrei Anghel                     | Roemenië         | 42,415   | 42,365 | 1.24,780 |
| 18     | 17  | Ludwig Rieder Patrick Rastner                | Italië           | 42,454   | 42,388 | 1.24,842 |
| 19     | 16  | Andrejs Berze Uldis Logins                   | Letland          | 42,457   | 99.999 | 9:99.999 |
| 20     | 21  | Marek Solcansky Karol Stuchlak               | Slowakije        | 42,533   | 99.999 | 9:99.999 |
| 21     | 22  | Luca Hunziker Christian Maag                 | Zwitserland      | 42,775   | 99.999 | 9:99.999 |
| 22     | 24  | Ivan Vynnytskyy Oleh Fitel                   | Oekraïne         | 43,031   | 99.999 | 9:99.999 |
| 23     | 23  | Matej Kvicala Jaromir Kudera                 | Tsjechië         | 43,041   | 99.999 | 9:99.999 |
| 24     | 18  | Jan Harnis Branislav Regec                   | Slowakije        | 43,432   | 99.999 | 9:99.999 |
| 25     | 26  | Park Jin-Yong Ryu Sung-Hyun                  | Zuid-Korea       | 43,618   | 99.999 | 9:99.999 |
| 26     | 25  | Artur Petyniak Adam Wanielista               | Polen            | 49,164   | 99.999 | 9:99.999 |
| 27     | 27  | Ioan Codarcea Gabriel Barbu                  | Roemenië         | 1.01,811 | 99.999 | 9:99.999 |

### Estafette
| Rang   | Bib | Land             | Namen                                                                       | Run 1  | Run 2    | Run 3  | Totaal   |
| ------ | --- | ---------------- | --------------------------------------------------------------------------- | ------ | -------- | ------ | -------- |
| Goud   | 13  | Duitsland        | Tatjana Hüfner Felix Loch Toni Eggert / Sascha Benecken                     | 46,323 | 47,557   | 48,123 | 2.22,003 |
| Zilver | 10  | Rusland          | Tatjana Ivanova Albert Demtsjenko Vladislav Joezjakov / Vladimir Machnoetin | 46,332 | 47,780   | 47,980 | 2.22,092 |
| Brons  | 9   | Canada           | Alex Gough Samuel Edney Tristan Walker / Justin Snith                       | 46,447 | 47,781   | 48,176 | 2.22,404 |
| 4      | 12  | Oostenrijk       | Nina Reithmayer Manuel Pfister Andreas Linger / Wolfgang Linger             | 46,779 | 48,135   | 47,822 | 2.22,736 |
| 5      | 11  | Italië           | Sandra Gasparini Armin Zöggeler Christian Oberstolz / Patrick Gruber        | 46,940 | 47,774   | 48,032 | 2.22,746 |
| 6      | 8   | Verenigde Staten | Erin Hamlin Chris Mazdzer Christian Niccum / Jayson Terdiman                | 46,657 | 48,268   | 48,243 | 2.23,168 |
| 7      | 6   | Letland          | Maija Tīruma Inārs Kivlenieks Andris Šics / Juris Šics                      | 47,150 | 47,972   | 48,171 | 2.23,293 |
| 8      | 7   | Zwitserland      | Martina Kocher Gregory Carigiet Luca Hunziker / Christian Maag              | 47,478 | 48,080   | 49,151 | 2.24,709 |
| 9      | 4   | Slowakije        | Viera Gbúrová Jozef Ninis Marek Solčanský / Karol Stuchlák                  | 47,822 | 48,041   | 48,910 | 1.24,260 |
| 10     | 3   | Roemenië         | Raluca Stramaturaru Valentin Crețu Paul Ifrim / Andrei Anghel               | 47,525 | 48,589   | 48,960 | 2.25,074 |
| 11     | 5   | Polen            | Ewa Kuls Maciej Kurowski Artur Petyniak / Adam Wanielista                   | 47,649 | 48,420   | 49,382 | 2.25,451 |
| 12     | 2   | Oekraïne         | Maryna Halaydzhyan Andrij Mandzij Ivan Vynnytskyy / Oleh Fitel              | 47,380 | 49,176   | 49,691 | 2.26,247 |
| 13     | 1   | Zuid-Korea       | Sung Eun-Ryung Kim Min-Kyu Park Jin-Yong / Ryu Sung-Hyun                    | 48,459 | 1.06,986 | 52,365 | 2.47,810 |